# Protodipseudopsis decolorata
Protodipseudopsis decolorata är en nattsländeart som beskrevs av Georg Ulmer 1912. Protodipseudopsis decolorata ingår i släktet Protodipseudopsis och familjen Dipseudopsidae. Inga underarter finns listade i Catalogue of Life.